# Rationalisation des choix budgétaires
La Rationalisation des choix budgétaires (RCB) est une technique expérimentale de gestion des finances publiques mise en place en France à partir de mai 1968.
Inspirée du Planning Programming Budget System (PPBS) utilisé aux États-Unis, elle se donne pour objectif d'optimiser les choix budgétaires publics par une meilleure prise en compte, évaluation et contrôle des résultats de l'action administrative. La méthode repose sur des outils d'analyse systémique et des bilans « coût-efficacité ». Elle est officiellement abandonnée en 1984 mais certain de ses instruments perdurent encore jusqu'en 1996.
Souvent considérée comme un « échec », elle a toutefois contribué à l'émergence du management public et à celle de l'évaluation des politiques publiques en France.

## Référence générale
- Philippe Bezes, Florence Descamps et Sébastien Kott (dir.) Le moment RCB ou le rêve d’un gouvernement rationnel 1962-1978. L’invention de la gestion des finances publiques. Institut de la gestion publique et du développement économique, coll. « Histoire économique et financière - XIXe-XXe », 2001. [lire en ligne]
  - Chapitre utilisé dans la rédaction de l'article : Philippe Bezes et Sébastien Kott, « Les héritages de la RCB ».